# Neolophonotus nisus
Neolophonotus nisus là một loài ruồi trong họ Asilidae. Neolophonotus nisus được Londt miêu tả năm 1988. Loài này phân bố ở vùng nhiệt đới châu Phi.